# ميتهيمالبيومين
ميتهيمالبيومين (بالإنجليزية: Methemalbumin)‏ ويُدعى اختصارًا MHA، هو عبارة عن مركب معقد من مادة الزلال والحديد المكون للدم.
هذا التركيب المعقد يعطي بلازما الدم اللون البني وهذا يظهر عند وجود اضطرابات الانحلال والنزف.
وجوده في بلازما الدم ايضاً يستخدم ليبيِّن الاختلاف بين النزف والاستسقاء البنكِرياسي.